# Mission 21
Mission 21 – Evangelisches Missionswerk Basel ist ein internationales kirchliches Missionswerk mit Sitz in Basel (Schweiz), das ökumenisch und in der Entwicklungszusammenarbeit tätig ist. Mission 21 ist das offizielle Missionswerk der Evangelisch-reformierten Kirche Schweiz, EKS. Der Verein pflegt in Europa partnerschaftliche Zusammenarbeit mit Comundo, der Evangelischen Mission in Solidarität, EMS in Deutschland, der Direktion für Entwicklung und Zusammenarbeit in Bern und ist Mitglied des internationalen kirchlichen Netzwerks ACT Alliance. Mission 21 handelt auf der Grundlage des Evangeliums und der Menschenrechte. In ihrer Tätigkeit orientiert sich Mission 21 an den Nachhaltigkeitszielen der UNO-Agenda 2030. Das Werk arbeitet eng mit kirchlichen oder kirchennahen Organisationen zusammen.

## Geschichte
Zu Beginn des Jahres 2001 schlossen sich fünf Missionswerke zu Mission 21 – Evangelisches Missionswerk Basel zusammen. Der älteste der heute drei Trägervereine von Mission 21 ist die Basler Mission, die 1815 ins Leben gerufen wurde. Vom 16. bis 20. Juni 2004 fand in Basel die erste internationale Missionssynode von Mission 21 statt. Die Missionssynode ist das oberste Entscheidungsgremium der Organisation. Die Partnerkirchen und -organisationen aus Afrika, Asien und Lateinamerika sowie Europa sind darin paritätisch vertreten. Die zweite Missionssynode fand 2007 in Bern statt und die dritte 2010 in Zürich.
Seit der vierten Synode 2013 in St. Gallen werden die Synoden jährlich durchgeführt: 2014–2017 sowie 2019 in Basel, 2018 als Gast der Aargauer Landeskirche in Aarau. Die Synode von 2015 hatte – als Jubiläumssynode zum 200-jährigen Bestehen des grössten Trägervereins von Mission 21, der Basler Mission – besondere Bedeutung und wurde von Rahmenveranstaltungen begleitet. In den Jahren 2020 und 2021 wurden die Synoden aufgrund der Corona-Massnahmen und -Situation erstmals nicht physisch durchgeführt, sondern mittels elektronischer Kommunikation respektive online (2021), wobei alle notwendigen Beschlüsse zu den vorangegangenen Geschäftsjahren und zu den Budgets der Folgejahre statutenkonform gefällt werden konnten. Die Synode 2022 fand wieder als physische Veranstaltung statt, gemeinsam mit der Landeskirche Graubünden, deren Gast Mission 21 war. Die Synode mit Begleitveranstaltungen fand vom 5. bis 12. Juni 2021 in Chur und Davos statt. Die Synode 2023 wurde wieder online durchgeführt. Auch die Synode 2024 ist als Online-Synode geplant und wird Ende Juni 2024 durchgeführt.

## Organisation und Verwaltung

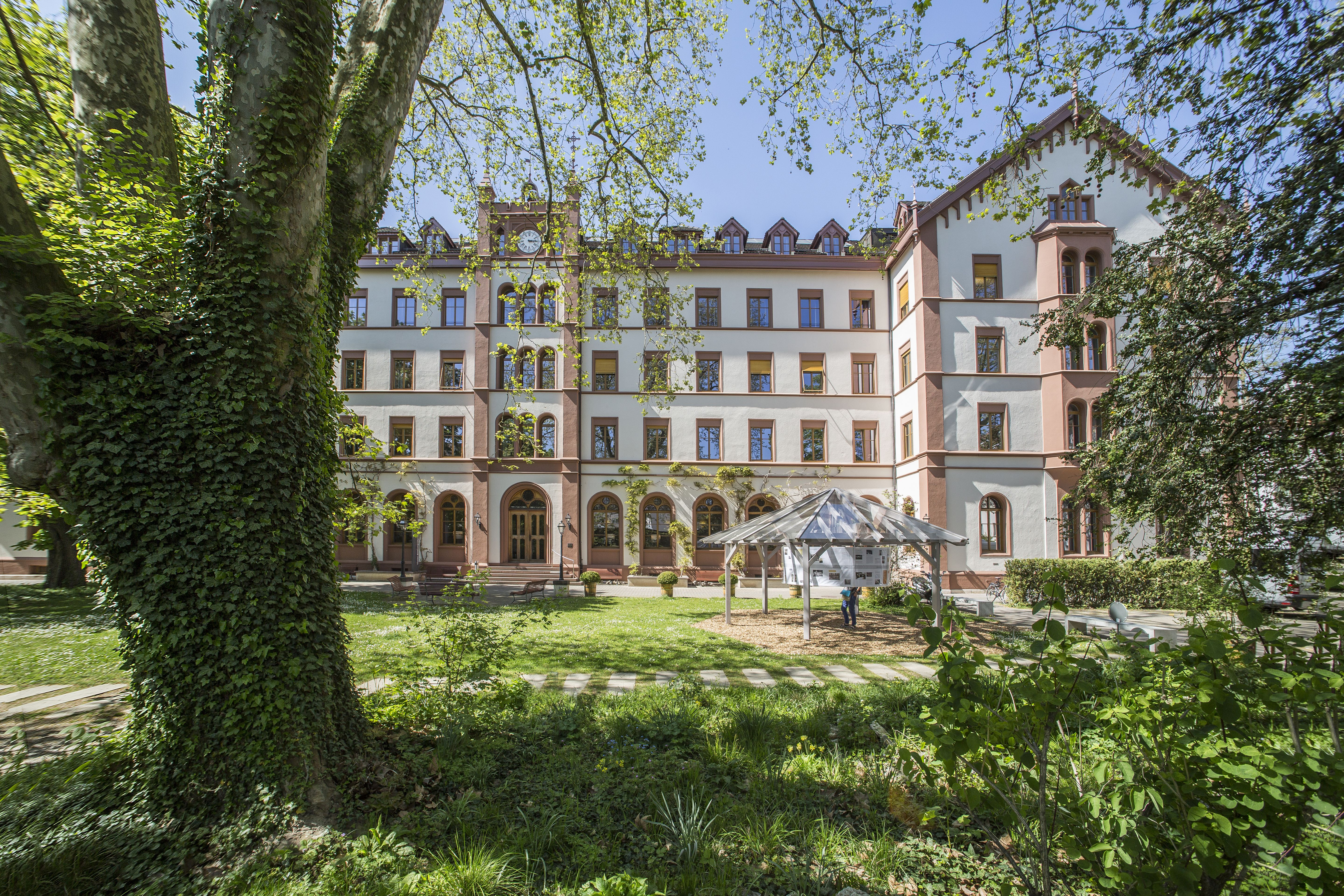
Missionshaus Basel, erbaut 1860 durch Johann Jakob Stehlin d. J., Sitz von Mission 21 und der Basler Mission. Diese betreibt im Gebäude auch das Seminarhotel Odelya

In der Geschäftsstelle sind rund 50 Personen beschäftigt. Hinzu kommen rund 20 internationale Mitarbeitende, die vor Ort die Partnerkirchen und Partnerorganisationen begleiten und unterstützen, zum Beispiel als Techniker, Theologin oder Koordinator. Die Geschäftsstelle befindet sich an der Missionsstrasse 21 in Basel.
Der Sitz des Vereins ist das Missionshaus, das 1860 in Basel fertiggestellt wurde (Architekt: Johann Jakob Stehlin der Jüngere). Das Haus diente ursprünglich als Schulungsgebäude für die Missionare der Basler Mission.  Im Haus befindet sich heute auch ein Seminarhotel unter dem Namen Odelya. Organisatorisch ist das Hotel eine Aktiengesellschaft im Besitz des Trägervereins Basler Mission. Die Basler Mission leistet aus dem Gewinn des Hotels sowie aus anderen Einkünften einen jährlichen Beitrag an die Programm- und Projektarbeit von Mission 21.
Mission 21 verfügt über eine hauseigene öffentlich zugängliche Bibliothek, die zudem eine ausgewiesene Fachbibliothek für Mission, Ökumene und Entwicklungszusammenarbeit ist. Ihre Bestände – auch die historischen – sind im Online-Katalog der Schweizer Bibliotheken «Swisscovery» verzeichnet. Im Missionshaus befindet sich auch das umfangreiche Archiv von Mission 21 für interdisziplinäre Forschung mit Schwerpunkten im Bereich der Afrikanistik sowie zu Südindien, Südchina und Borneo. Dieses Forschungsarchiv ermöglicht ein kritisches Aufarbeiten der Geschichte, insbesondere auch der Verflechtung von Mission und Kolonialismus.
Der Verein finanziert die Programm- und Projektarbeit durch private Spenden, durch Beiträge der Kantonalkirchen und Kirchgemeinden in der Schweiz, der Evangelischen Mission in Solidarität in Deutschland sowie durch Beiträge von diversen anderen Organisationen, insbesondere der Direktion für Entwicklung und Zusammenarbeit des Bundes, DEZA. Der Gesamtumsatz von Mission 21 beträgt aktuell rund 13 Millionen Schweizer Franken pro Jahr.
Das Logo stellt in stilisierter Form den Baum des Lebens dar, wie er im Buch der Offenbarung Vers 22,2 beschrieben wird. Gestaltet wurde das Logo von der Agentur VischerVettiger in Basel (seit 2021 bom! communication AG).

## Zielsetzung und Grundsätze
Mission 21 hat das Ziel, Begegnungen mit bisher fremden Lebenswelten zu ermöglichen und dort konkret zu helfen, wo Friede, Gerechtigkeit und die Schöpfung bedroht sind. Sie setzt sich dabei im Rahmen von speziellen Begegnungen und Veranstaltungsreihen mit aktuellen Themen der Kirche und der Gesellschaft auseinander und bietet besonders in der Schweiz Raum für transkulturelle und interreligiöse Begegnungen. Im Rahmen der internationalen Entwicklungszusammenarbeit setzt sich Mission 21 immer stärker für Klimagerechtigkeit ein, mittels Projekten für Ernährungssouveränität, agrarökologische Ausbildung und Einkommensförderung, die auch Aktivitäten zur Energieeinsparung und Wiederaufforstung enthalten. Weitere Wirkungsbereiche umfassen Gesundheit, HIV/AIDS-Prävention, berufliche Weiterbildung, Unterstützung von Waisen, theologische Bildung, Friedensförderung und Gleichstellung der Geschlechter. Die rund 100 Projekte verteilen sich auf 20 Länder in Afrika, Asien und Lateinamerika.

## Das «PEP!»-Programm
PEP! (Professionals Exposure Program) ist ein dreiteiliges Weiterbildungsangebot von Mission 21. Ziel des Angebots ist es, jungen Berufsleuten den Zugang zu zeitgemässer Entwicklungszusammenarbeit zu ermöglichen, ohne sich dabei gleich für mehrere Jahre für einen Einsatz zu verpflichten. Nach einem Vorbereitungskurs ist ein Projekteinsatz vorgesehen, der in einem Rückkehrseminar und Workshop zur Vertiefung interkultureller Fragen abgeschlossen wird. Die Aufgabe im Projekt steht in Zusammenhang mit Beruf oder Ausbildung. So können Fachwissen vertieft und interkulturelle Kompetenz aufgebaut werden. Während des sechs- bis zwölfmonatigen Einsatzes in Afrika, Lateinamerika oder Asien sind die Teilnehmenden für ein eigenes Aufgabengebiet verantwortlich. Jährlich leisten dabei rund 15 bis 20 Personen, die aus etwa 400 Bewerbern pro Jahr ausgesucht werden,  einen «PEP!»-Einsatz. Die Corona-Krise verursachte 2020–2022 einen Unterbruch. Seit 2023 sind wieder PEP!-Einsätze ausgeschrieben.

## Das Jugendbotschaftsprogramm
Mission 21 führt seit 2018 das Jugendbotschaftsprogramm als internationales Bildungs- und Austauschprogramm durch. Das dreijährige Programm bietet jungen Erwachsenen zwischen 18 und 30 Jahren aus Afrika, Asien, Europa und Lateinamerika die Möglichkeit, sich über kulturelle Grenzen hinweg zu begegnen. Die Teilnehmenden erhalten Einblick in einen anderen Kontext, reflektieren und tauschen sich über gesellschaftliche, politische, ökonomische und religiöse Aspekte aus verschiedenen Perspektiven aus. Sie diskutieren gemeinsam drängende Fragen in einer globalisierten Welt und suchen im Austausch nach Lösungsansätzen.
Die Ziele des Jugendbotschaftsprogramms:
- Junge Erwachsene verbessern ihre Kompetenzen in inter- und transkultureller sowie interreligiöser Kommunikation.
- Sie werden befähigt, in der pluralen Gesellschaft als Akteure und Akteurinnen des Wandels zu agieren und sich für ein friedliches Zusammenleben einzusetzen.
- Sie sind sich der Pluralität/Diversity für Jobs und Aufgaben in ihren Gesellschaften und Kirchen bewusst.
- Der internationale Jugendaustausch stärkt zudem young@mission21, das internationale Netzwerk junger Erwachsener von Mission 21, die sich für Frieden, Gerechtigkeit und Umweltschutz einsetzen.

## Publikationen
Mission 21 bedient sich verschiedener Publikationen, um ihre Mitglieder und die Öffentlichkeit über ihre Arbeit und Projekte sowie über ihre Partnerorganisationen zu informieren, aber auch, um mit aktuellen Themen zu Diskussionen anzuregen.
- Der Jahresbericht gibt über die Aktivitäten und die Wirkung von Mission 21 Auskunft.
- Der jährliche Finanzbericht publiziert die geprüften Informationen über das jeweils abgelaufene Geschäftsjahr.[6]
- Das Magazin begegnen für Gönnerinnen und Gönner von Mission 21 erscheint viermal jährlich mit Informationen über Aktivitäten, Projekte und Programme von Mission 21.

## Partnerkirchen und -organisationen
Die Mitbestimmung der Partnerkirchen und -organisationen spielt eine zentrale Rolle. In den Kontinentalversammlungen dieser Partnerkirchen werden die jeweiligen Delegierten bestimmt, die aktuellen Themen definiert sowie die verschiedenen Aktivitäten koordiniert. Diese Partnerkirchen und -organisationen sind im Einzelnen:
- Presbyterianische Kirche in Kamerun[7]
- Centro Ecuménico de Promoción y Acción Social Centro, CEDEPAS-Centro, Peru[8]
- Centro Ecuménico de Promoción y Acción Social Norte, CEDEPAS-Norte, Peru[9]
- Audiovisuales del Perú, ADEP[10]
- Basel Christian Church of Malaysia, BCCM[11]
- Gereja Kristen Pasundan, GKP (Pasundan-Kirche), Indonesien[12]
- Persekutuan Gereja-gereja di Indonesia, PGI[13]
- Sabah Theological Seminary, STS, Malaysia[14]
- Universitas Islam Negeri Sunan Kalijaga Yogyakarta, UIN YOGYA, Indonesien[15]
- Universitas Kristen Duta Wacana, UKDW, Indonesien[16]
- Kamerun, Fonta: Landwirtschaftliches Beratungszentrum[17]
- Tansania, Mbeya: Moravian Church in Tanzania, South-West Province MCT-SWP[18]
- Tansania, Mbeya: Moravian Church in Tanzania, Southern Province MCT-SP[19]
- Tansania, Teofilo Kisanji University, Mbeya[20]
- Bolivien, La Paz: Institut für ökumenische andine Theologie, ISEAT[21]
- Chile: Mesa Chile[22]
- Chile, Concepción: Servicio para el Desarrollo y la Educación Comunitaria, SEDEC, Entwicklungs- und Ausbildungsdienst der Methodistischen Kirche von Chile[23]
- Chile, Santiago: Evangelischer Entwicklungsdienst, SEPADE[24]
- Chile, Santiago: Ökumenisches Zentrum „Diego de Medellín“, CEDM[25]
- Chile, Santiago: Dienst für Frieden und Gerechtigkeit, SERPAJ[26]
- Chile, Santiago: Methodistische Kirche von Chile, IMECH[27]
- Chile, Santiago: Frauenkollektiv Conspirando[28]
- Chile, Santiago & Concepción: Comunidad Teológica Evangélica de Chile, Evangelisch-Theologische Gemeinschaft[29]
- Costa Rica, San José: DEI Departamento Ecuménico de Investigaciones[30]
- Ecuador, Quito: CLAI, Consejo Latinoamericano de Iglesias[31]
- Südkorea: The Presbyterian Church in the Republic of Korea, PROK[32]
- Südkorea: The Presbyterian Church of Korea, PCK[33]
- Asian Fellowship of mission 21 Partners[34]